# Шактри
Шактри, или Шакти (санскр. शक्त्रि / शक्ति, IAST: Śaktri / Śakti), — в индийской позднейшей мифологии старший сын древнего ведийского мудреца Васиштхии Арундхати, и сам прославленный мудрец и жрец. Отец мудреца Парашары. Брат Читракету,  царя Шурасены, получивший благословение на рождение сына от мудреца Ангиры; героя в пуранической мифологии индуизма, ставший повелителем Видьядхаров.

## Встреча с царём
Однажды он встретился на узкой дороге в чаще леса с царём Калмашападой (Kalmâsha-pâda), потребовавшим, чтобы Шактри посторонился. Шактри отказался, получил от царя удар бичом, проклял царя и обратил его в ракшаса — людоеда; но вызванное Шактри чудовище пожрало его самого и прочих детей Васиштхи, братьев Шактри.
В этой легенде, как и в рассказе о соперничестве Васиштхи с Вишвамитрой, несомненно отразилась историческая борьба между жрецами-брахманами и царями-кшатриями из-за первенствующего положения в государстве, склонявшаяся то на одну, то на другую сторону.